# 高橋千恵美
高橋 千恵美（たかはし ちえみ、1976年2月16日 - 、現姓・市橋（いちはし））は、日本の管理栄養士。元陸上競技（長距離走・マラソン）選手。既婚。

## 経歴
宮城県栗原郡若柳町（現・栗原市）出身。陸上競技の名門だった聖和学園高等学校在学時には、全国高校女子駅伝に1年時の1991年と3年時の1993年の2度出場している。1991年、1年時の同駅伝大会ではエース区間1区6kmを走り、区間賞19:42をマークした宮崎安澄（筑紫女学園2年）、19:50の永井明子（西脇工業3年）に次ぐ19:51をマークし同タイムの中人幸子（市立船橋1年）をコンマ差でかわし区間3位であった。1993年、3年時の同駅伝大会でも1区を走り、同1区区間新の19:17をマークしたエスタ・ワンジロ（仙台育英2年 ）を最終盤で抜き一時トップに立ったものの最後に抜き返され、5秒差の19:22で区間2位であった。
高校卒業後は日本ケミコン女子陸上部（2014年3月限りで無期限休部）を経て、現在はチームミズノアスレティック、およびMOCファッションモデルエージェンシーに所属。1999年世界陸上選手権セビリア大会では女子10000mで5位入賞を果たす。2000年シドニーオリンピックでも女子10000m代表（15位）として出場した。

### 日本ケミコン所属時
1995年世界陸上イェーテボリ大会女子5000m代表、予選落ち。
1997年世界陸上アテネ大会女子10000m代表、10位。
1998年東日本実業団対抗大会女子10000m出場。31分27秒57（自己最高記録）
1998年バンコクアジア競技大会女子10000m代表、3位入賞・銅メダル獲得。
1999年大阪グランプリ大会女子5000m出場、7位。15分22秒64（自己最高記録）
1999年世界陸上セビリア大会女子10000m代表、31分27秒62の記録で5位入賞。その後、翌2000年シドニー五輪の陸上女子長距離代表選手に早期内定となった（同じくセビリア世界陸上の女子10000mで4位入賞した弘山晴美が、女子マラソンでの五輪代表を目指す為に辞退し、高橋が繰り上がる形で内定となる）。
しかし2000年1月の都道府県対抗女子駅伝で、宮城県チームのアンカーで出場予定だったが、レース前日に足の肉離れを起こすケガで急遽欠場。その後鎮痛剤による副作用で極度の貧血にも悩まされ、全く走れない状態が続いたが、約半年後の同年6月にようやくレースに出走出来るほどに復調した。
2000年9月、シドニー五輪女子10000mの予選は無事通過するも、決勝では序盤から高速のペースについていけず、中盤辺りで先頭争いから脱落。レース終盤では先頭集団に周回遅れとされてしまい、結局31分52秒59の記録で15位に終わった（川上優子は10位、弘山晴美は20位）。
2001年5月、自身初のハーフマラソンとなる地元の仙台国際ハーフマラソンに出場、優勝のエレナ・マイヤーに次いで、1時間11分18秒で2位に入った。

### 日本ケミコン退社後
しかし2002年以降は足腰の故障が続いた事も有り、2003年6月に日本ケミコンを退社した。その後故障の治療に努めながら、高橋の母校である聖和学園高校陸上部のコーチに就任となる。2005年11月に山梨県で開催された河口湖日刊スポーツマラソンで初のフルマラソンに挑戦、2時間48分36秒の平凡なタイムながらも初優勝を果たしている。二回目は2006年9月のベルリンマラソンで、2時間59分13秒で23位。三回目は同年12月のホノルルマラソンで、3時間15分56秒で23位だった。
2009年4月、千葉県の聖徳大学文学部人間栄養学科へ入学（2012年3月、同大学卒業）。2010年10月10日、自身のブログにて入籍・結婚した事を表明。
2013年5月に管理栄養士の国家試験に合格。現在は管理栄養士としてスポーツと栄養に関する講演やマスコミ媒体での営為を始め、ゲストランナーとして各地のマラソン大会などにも参加や、陸上競技教室の講師をするなど幅広い活動を行っている。
高橋と同じ1975～76年生まれの同期生では、陸上の長距離走・マラソン選手として活躍した日本女子選手には、五輪代表の川上優子・大島めぐみ、世界陸上代表の大南博美・敬美双子姉妹、小崎まり、橋本康子等がいる。1976～77年生まれでは千葉真子・土佐礼子・市川良子等の五輪代表選手がいる。また、シドニーオリンピック女子マラソン金メダリストの高橋尚子、アテネオリンピック女子マラソン金メダリストの野口みずきとも親しい間柄であった。

## 著書
- 『走るの大好き! 走り続けた五輪への道』（プレスアート発刊、2004年出版）